# Cyrus II
Cyrus II, chiamato anche Cyrus II Chess, è un videogioco di scacchi sviluppato dalla Intelligent Chess Software Ltd. e pubblicato nel 1985-1987 per gli home computer Amstrad CPC, Amstrad PCW, Commodore 64, Enterprise, MSX e ZX Spectrum. È il seguito di Cyrus. Fu pubblicato inizialmente nel 1985 per Amstrad CPC dalla Amsoft, utilizzando anche il titolo 3D Chess in copertina. Le successive conversioni sono edite prevalentemente dalla Alligata Software; Amsoft lo pubblicò anche per PCW, ed Entersoft per Enterprise. Sul retro dell'edizione europea per Commodore 64 è sottotitolato The Grand Master.
In Nordamerica fu pubblicato solo per Commodore 64 come Cyrus Chess dalla Thunder Mountain, etichetta della Mindscape.
Le versioni per Amstrad CPC, Amstrad PCW e ZX Spectrum 128k (distinta da quella per ZX Spectrum 48k) sono dotate di grafica tridimensionale.

## Modalità di gioco
Cyrus II permette di giocare contro il computer a 9 livelli di difficoltà. L'abilità è inversamente proporzionale al tempo medio di calcolo di una mossa, che al livello 9 è di circa 3 minuti; ad esempio su Amstrad CPC il livello 1 è quasi istantaneo (ma gioca già decentemente), il livello 3 arriva al massimo a 30 secondi, e il livello 9 può arrivare fino a 14 minuti, un tempo che all'epoca appariva comunque buono per una sfida avanzata. Il programma ha internamente anche una libreria di aperture predefinite.
È disponibile la modalità dimostrativa del computer contro sé stesso, mentre la modalità a due giocatori è presente sono in alcune versioni, tra cui Commodore 64 e MSX.
La scacchiera, nelle versioni Amstrad CPC, Amstrad PCW e ZX Spectrum 128k, è mostrata in prospettiva tridimensionale su sfondo nero, dal lato del giocatore, con le mosse dei pezzi animate. L'utente può comunque optare per la classica visuale bidimensionale.
Su CPC l'effetto di tridimensionalità è limitato in quanto le dimensioni dei pezzi restano sempre uguali, mentre su PCW e Spectrum 128k c'è anche l'effetto di lieve rimpicciolimento dei pezzi più lontani.
Nelle versioni Commodore 64, Enterprise, MSX e ZX Spectrum 48k è disponibile soltanto la visuale bidimensionale, con l'area di testo informativo posizionata sulla sinistra dello schermo.
In ogni caso le mosse si effettuano selezionando pezzi e caselle tramite un cursore. Premendo un tasto si accede a un'altra schermata di testo che mostra il menù dei comandi del programma e la lista delle ultime 10 mosse effettuate nella notazione algebrica.
Le funzionalità disponibili includono: suggerimento della mossa (se tocca al giocatore) o indicazione della miglior mossa valutata finora (se tocca al computer), annullamento e ripetizione dell'ultima mossa effettuata, inversione della scacchiera, inversione del colore controllato, editor della scacchiera per creare qualsiasi disposizione di pezzi.
Alcune funzioni sono disponibili solo in alcune versioni tra cui Amstrad CPC e ZX Spectrum, come salvataggio della partita, stampa della disposizione attuale o dell'elenco mosse, soluzione di problemi con matto in fino a 5 mosse.

## Accoglienza
Nei primi mesi del 1987, dopo circa un anno e mezzo di commercializzazione per vari computer, Cyrus II aveva totalizzato 70 000 copie vendute, ponendosi all'epoca tra i programmi di scacchi di maggior successo.
A suo tempo la stampa videoludica europea di solito apprezzò molto il programma. La rivista Amstrad Action arrivò a dargli un voto complessivo di 92% e un AA Rave, il marchio dato ai migliori giochi del mese; questo tipo di riconoscimenti è raro per un gioco di genere scacchistico.
L'abilità scacchistica di Cyrus II era considerata buona per le esigenze dei giocatori, anche con tempi di calcolo rapidi.
Secondo Zzap!, avvalendosi dell'analisi di giocatori esperti, il programma è forte e veloce, anche se carente di visione globale degli obiettivi. Diverse testate concordarono che la strategia è buona a inizio e centro partita, ma più debole sul finale. Secondo Computer Gamer l'abilità è discreta, ma non ad alti livelli. Da quel punto di vista la rivista considerava superiore il concorrente Colossus Chess 4; tra l'altro la documentazione di quest'ultimo dichiarava di aver battuto Cyrus II (versione CPC) 13 a 3 nei test.
La presentazione e interfaccia grafica di Cyrus II erano anch'esse molto apprezzate, sia nella versione tridimensionale per Amstrad CPC, sia in quelle solo bidimensionali, che apparivano comunque chiare e ben fatte.
Un piccolo aspetto negativo della versione CPC secondo Tilt era l'assenza delle coordinate indicate attorno alla scacchiera (in alcune delle altre versioni sono attivabili). Un'altra critica secondaria venne fatta da Your Sinclair alla versione ZX Spectrum 48k per la strana scelta della scacchiera giallo-verde, dove il giallo rende poco visibili i pezzi bianchi.